# Coniocompsa elegansis
Coniocompsa elegansis är en insektsart som beskrevs av Z.-q. Liu och C.-k. Yang 2002. Coniocompsa elegansis ingår i släktet Coniocompsa och familjen vaxsländor. Inga underarter finns listade i Catalogue of Life.